# Campeonato Ecuatoriano de Fútbol 2013
La temporada 2013 de la Serie A de Ecuador, cuyo nombre comercial fue «Copa Pilsener 2013», fue la quincuagésima quinta (55.a) edición de la Serie A del fútbol profesional ecuatoriano. El torneo comenzó el 25 de enero y finalizó el 8 de diciembre. Este campeonato fue organizado por la Federación Ecuatoriana de Fútbol.
El torneo estuvo conformado por tres etapas, de las cuales, las dos primeras se jugaron en el sistema de todos contra todos en las cuales participarían los doce clubes de fútbol de primera categoría. La tercera etapa debía consistir en la final a disputarse entre los ganadores de la primera y segunda etapa. Luego, conforme a las posiciones en la tabla acumulada, se repartieron tres cupos para la Copa Libertadores 2014 y cuatro para la Copa Sudamericana 2014.
El Emelec se proclamó campeón por undécima vez en su historia. Tras haber ganado la primera y segunda etapa, no hubo necesidad de la final en la tercera etapa, de acuerdo al sistema de competición de ese año.

## Equipos participantes
| Nombre del club      | Ciudad    | Entrenador        | Estadio                    | Capacidad | Marca           | Patrocinador        |
| -------------------- | --------- | ----------------- | -------------------------- | --------- | --------------- | ------------------- |
| Barcelona            | Guayaquil | Luis Soler        | Monumental Banco Pichincha | 59.283    | Marathon Sports | Pilsener            |
| Deportivo Cuenca     | Cuenca    | Fabián Frías      | Alejandro Serrano Aguilar  | 23.000    | Marathon Sports | Pilsener            |
| Deportivo Quevedo    | Quevedo   | José Mora         | 7 de Octubre               | 16.000    | Reusch          | Alcaldía de Quevedo |
| Deportivo Quito      | Quito     | Rubén Darío Insúa | Olímpico Atahualpa         | 35.742    | Fila            | Pepsi               |
| El Nacional          | Quito     | Carlos Sevilla    | Olímpico Atahualpa         | 35.742    | Lotto           | ANDEC               |
| Emelec               | Guayaquil | Gustavo Quinteros | Banco del Pacífico         | 24.019    | Warrior Sports  | Pilsener            |
| Independiente        | Sangolquí | Pablo Repetto     | General Rumiñahui          | 7.500     | Marathon Sports | DirecTV             |
| Liga de Quito        | Quito     | Edgardo Bauza     | Casa Blanca                | 46.596    | Umbro           | Discover Card       |
| Liga de Loja         | Loja      | Álex Aguinaga     | Reina del Cisne            | 14.594    | Astro           | Banco de Loja       |
| Macará               | Ambato    | Christian Gómez   | Bellavista                 | 18.000    | Marathon Sports | San Francisco       |
| Manta                | Manta     | Fabián Bustos     | Jocay                      | 16.000    | Astro           | Atún Isabel         |
| Universidad Católica | Quito     | Jorge Célico      | Olímpico Atahualpa         | 35.742    | Lotto           | Banco Pichincha     |

### Equipos por provincias
| Provincia  | N.º | Equipos                                                                           |
| ---------- | --- | --------------------------------------------------------------------------------- |
| Pichincha  | 5   | Deportivo Quito, El Nacional, Independiente, Liga de Quito y Universidad Católica |
| Guayas     | 2   | Emelec y Barcelona                                                                |
| Azuay      | 1   | Deportivo Cuenca                                                                  |
| Loja       | 1   | Liga de Loja                                                                      |
| Los Ríos   | 1   | Deportivo Quevedo                                                                 |
| Manabí     | 1   | Manta                                                                             |
| Tungurahua | 1   | Macará                                                                            |

## Sistema de juego
El Campeonato Nacional 2013 fue compuesto de 3 etapas:
El Campeonato Nacional de Fútbol se jugó con la misma modalidad que en el 2012 de acuerdo a lo que decidieron el 27 de noviembre de 2012 los dirigentes en la sesión ampliada del Comité Ejecutivo de la Federación Ecuatoriana de Fútbol.
El 27 de noviembre de 2012 los dirigentes de los clubes que participan en los campeonatos de Serie A y Serie B en conjunto con los directivos de la Federación Ecuatoriana de Fútbol analizaron las diferentes propuestas de sistema de campeonato en una sesión ampliada del Comité Ejecutivo. Se estableció el sistema de campeonato, aprobado por los dirigentes de las varias instituciones presentes, el mismo que finalmente fue aprobado en el Congreso Ordinario de la Federación Ecuatoriana de Fútbol en enero de 2013.
El Campeonato Nacional de Fútbol 2013, según lo establecido, fueron jugados por 12 equipos que se disputaron el título en tres etapas. En total se jugaron 44 fechas que iniciaron el 27 de enero.
La Primera Etapa del campeonato consistía de 22 jornadas. La modalidad fue de todos contra todos, en donde el equipo que quede en primer lugar obtendrá uno de los dos únicos cupos para la final del campeonato, así como la clasificación a la Copa Sudamericana 2014, también obtendría un cupo para la Copa Libertadores 2014.
La Segunda Etapa fue totalmente igual a la primera, siendo premiado el vencedor de esta etapa con el segundo cupo para la final del campeonato, así mismo clasificaría a la Copa Libertadores 2014 y Copa Sudamericana 2014.
Los equipos que ocupen los dos últimos puestos en la tabla acumulada de ambas etapas (44 jornadas) perderán la categoría y jugarán en 2014 en la Serie B.
La Tercera Etapa consistía en dos fechas en donde se disputará el campeonato en partidos de ida y vuelta entre los equipos que hayan logrado el primer lugar en las etapas primera y segunda del campeonato. A diferencia de la Temporada 2012 no habrá partidos por el 3.er o 5.º puesto los cupos a torneos internacionales los definirá la tabla acumulada (44 fechas).

## Relevo anual de clubes
| Pos | Ascendidos de la Serie B |
| --- | ------------------------ |
| 1.º | Universidad Católica     |
| 2.º | Deportivo Quevedo        |

| Pos  | Descendidos de la Serie A |
| ---- | ------------------------- |
| 11.º | Técnico Universitario     |
| 12.º | Olmedo                    |

## Primera etapa

### Clasificación
| Pos. | Equipo               | Pts. | PJ | PG | PE | PP | GF | GC | Dif. |
| ---- | -------------------- | ---- | -- | -- | -- | -- | -- | -- | ---- |
| 1.º  | Emelec               | 45   | 22 | 14 | 3  | 5  | 28 | 17 | 11   |
| 2.º  | Liga de Quito        | 41   | 22 | 12 | 5  | 5  | 26 | 19 | 7    |
| 3.º  | Independiente        | 39   | 22 | 12 | 3  | 7  | 37 | 25 | 12   |
| 4.º  | Deportivo Quito      | 38   | 22 | 10 | 8  | 4  | 41 | 24 | 17   |
| 5.º  | Barcelona            | 38   | 22 | 11 | 5  | 6  | 33 | 19 | 14   |
| 6.º  | Universidad Católica | 33   | 22 | 9  | 6  | 7  | 34 | 35 | −1   |
| 7.º  | El Nacional          | 26   | 22 | 8  | 2  | 12 | 29 | 33 | −4   |
| 8.º  | Deportivo Cuenca     | 25   | 22 | 6  | 7  | 9  | 29 | 36 | −7   |
| 9.º  | Deportivo Quevedo    | 23   | 22 | 6  | 5  | 11 | 26 | 34 | −8   |
| 10.º | Manta                | 22   | 22 | 5  | 7  | 10 | 26 | 33 | −7   |
| 11.º | Liga de Loja         | 17   | 22 | 3  | 8  | 11 | 21 | 33 | −12  |
| 12.º | Macará               | 16   | 22 | 3  | 7  | 12 | 14 | 36 | −22  |

|  | Clasificado a la final del torneo, a la Copa Libertadores 2014 y Copa Sudamericana 2014. |

### Evolución de la clasificación
| Equipo / Fecha       | 01 | 02 | 03 | 04 | 05 | 06 | 07 | 08 | 09 | 10 | 11 | 12 | 13 | 14 | 15 | 16 | 17 | 18 | 19 | 20 | 21 | 22 |
| -------------------- | -- | -- | -- | -- | -- | -- | -- | -- | -- | -- | -- | -- | -- | -- | -- | -- | -- | -- | -- | -- | -- | -- |
| Emelec               | 1  | 1  | 1  | 1  | 1  | 1  | 1  | 1  | 1  | 1  | 1  | 1  | 1  | 1  | 1  | 1  | 1  | 1  | 1  | 1  | 1  | 1  |
| Liga de Quito        | 4  | 5  | 2  | 5  | 6  | 4  | 5  | 2  | 4  | 3  | 3  | 2  | 3  | 4  | 3  | 3  | 3  | 4  | 3  | 2  | 2  | 2  |
| Independiente        | 11 | 6  | 6  | 3  | 3  | 5  | 3  | 4  | 3  | 5  | 4  | 3  | 5  | 5  | 5  | 5  | 5  | 3  | 4  | 3  | 3  | 3  |
| Deportivo Quito      | 6  | 2  | 3  | 2  | 2  | 2  | 2  | 3  | 2  | 2  | 2  | 4  | 2  | 2  | 2  | 2  | 2  | 2  | 2  | 4  | 4  | 4  |
| Barcelona            | 8  | 8  | 10 | 10 | 11 | 12 | 9  | 8  | 7  | 7  | 7  | 7  | 6  | 6  | 6  | 6  | 6  | 6  | 6  | 6  | 5  | 5  |
| Universidad Católica | 9  | 12 | 9  | 6  | 4  | 3  | 4  | 5  | 6  | 4  | 5  | 5  | 4  | 3  | 4  | 4  | 4  | 5  | 5  | 5  | 6  | 6  |
| El Nacional          | 2  | 4  | 8  | 9  | 9  | 10 | 12 | 11 | 11 | 12 | 12 | 10 | 11 | 10 | 9  | 8  | 9  | 7  | 8  | 8  | 7  | 7  |
| Deportivo Cuenca     | 10 | 11 | 12 | 12 | 12 | 11 | 11 | 12 | 12 | 11 | 11 | 12 | 10 | 9  | 10 | 10 | 7  | 9  | 9  | 9  | 8  | 8  |
| Deportivo Quevedo    | 7  | 10 | 11 | 11 | 10 | 8  | 8  | 10 | 10 | 9  | 9  | 9  | 8  | 8  | 7  | 7  | 8  | 10 | 10 | 10 | 9  | 9  |
| Manta                | 3  | 3  | 4  | 7  | 5  | 6  | 6  | 6  | 5  | 6  | 6  | 6  | 7  | 7  | 8  | 9  | 10 | 8  | 7  | 7  | 10 | 10 |
| Liga de Loja         | 5  | 9  | 5  | 4  | 7  | 7  | 7  | 7  | 8  | 8  | 8  | 8  | 9  | 11 | 11 | 11 | 11 | 11 | 11 | 12 | 11 | 11 |
| Macará               | 12 | 7  | 7  | 8  | 8  | 9  | 10 | 9  | 9  | 10 | 10 | 11 | 12 | 12 | 12 | 12 | 12 | 12 | 12 | 11 | 12 | 12 |

### Resultados
| Liga de Loja      | 2 - 2 | Deportivo Quito      | Reina del Cisne    | 25 de enero | 15:00 | Ecuador TV    |
| Liga de Quito     | 2 - 1 | Universidad Católica | Casa Blanca        | 26 de enero | 12:00 | Gama TV       |
| Manta             | 3 - 1 | Independiente        | Jocay              | 26 de enero | 14:00 | TC Televisión |
| Deportivo Quevedo | 1 - 1 | Barcelona            | 7 de Octubre       | 26 de enero | 16:00 | Canal Uno     |
| El Nacional       | 3 - 1 | Deportivo Cuenca     | Olímpico Atahualpa | 27 de enero | 12:00 | Ecuador TV    |
| Emelec            | 3 - 0 | Macará               | George Capwell     | 27 de enero | 16:30 | Gama TV       |

| Universidad Católica | 0 - 4 | Emelec            | Olímpico Atahualpa         | 30 de enero   | 12:45 | Gama TV       |
| Deportivo Quito      | 4 - 1 | Deportivo Quevedo | Olímpico Atahualpa         | 30 de enero   | 15:15 | Ecuador TV    |
| Independiente        | 2 - 1 | Liga de Loja      | General Rumiñahui          | 30 de enero   | 19:00 | Gama TV       |
| Barcelona            | 0 - 0 | Manta             | Monumental Banco Pichincha | 30 de enero   | 19:30 | TC Televisión |
| Macará               | 2 - 1 | El Nacional       | Bellavista                 | 2 de febrero  | 16:00 | Canal Uno     |
| Deportivo Cuenca     | 0 - 0 | Liga de Quito     | Alejandro Serrano Aguilar  | 20 de febrero | 20:00 | Ecuador TV    |

| Liga de Loja      | 2 - 1 | Barcelona            | Reina del Cisne    | 8 de febrero  | 19:45 | Ecuador TV    |
| Emelec            | 3 - 1 | Deportivo Cuenca     | George Capwell     | 8 de febrero  | 20:00 | Gama TV       |
| Independiente     | 0 - 0 | Deportivo Quito      | General Rumiñahui  | 9 de febrero  | 18:00 | Gama TV       |
| El Nacional       | 0 - 1 | Liga de Quito        | Olímpico Atahualpa | 10 de febrero | 12:00 | Ecuador TV    |
| Manta             | 1 - 1 | Macará               | Jocay              | 10 de febrero | 14:00 | TC Televisión |
| Deportivo Quevedo | 1 - 3 | Universidad Católica | 7 de Octubre       | 10 de febrero | 15:00 | Canal Uno     |

| Liga de Quito        | 1 - 2 | 'Emelec           | Casa Blanca                | 15 de febrero | 19:30 | Gama TV        |
| Deportivo Quito      | 3 - 1 | El Nacional       | Olímpico Atahualpa         | 15 de febrero | 19:30 | Ecuador TV     |
| Deportivo Cuenca     | 1 - 1 | Deportivo Quevedo | Alejandro Serrano Aguilar  | 15 de febrero | 20:15 | TC Televisión  |
| Universidad Católica | 3 - 1 | Manta             | Olímpico Atahualpa         | 16 de febrero | 12:00 | DirecTV Sports |
| Macará               | 0 - 3 | 'Liga de Loja     | Bellavista                 | 16 de febrero | 14:30 | Canal Uno      |
| Barcelona            | 2 - 5 | Independiente     | Monumental Banco Pichincha | 16 de febrero | 16:30 | TC Televisión  |

| Liga de Loja      | 0 - 2 | Universidad Católica | Reina del Cisne    | 22 de febrero | 19:45 | Ecuador TV    |
| Independiente     | 3 - 0 | Macará               | General Rumiñahui  | 23 de febrero | 15:45 | Gama TV       |
| Deportivo Quito   | 1 - 0 | Barcelona            | Olímpico Atahualpa | 23 de febrero | 18:00 | Ecuador TV    |
| Emelec            | 2 - 1 | El Nacional          | George Capwell     | 23 de febrero | 18:00 | Gama TV       |
| Manta             | 3 - 1 | Deportivo Cuenca     | Jocay              | 24 de febrero | 13:00 | TC Televisión |
| Deportivo Quevedo | 0 - 0 | Liga de Quito        | 7 de Octubre       | 24 de febrero | 15:00 | Canal Uno     |

| Deportivo Cuenca     | 1 - 1 | Liga de Loja      | Alejandro Serrano Aguilar | 1 de marzo  | 20:00 | DirecTV Sports |
| Macará               | 2 - 2 | Deportivo Quito   | Bellavista                | 2 de marzo  | 16:00 | Canal Uno      |
| Universidad Católica | 1 - 0 | Independiente     | Olímpico Atahualpa        | 2 de marzo  | 18:00 | DirecTV Sports |
| Liga de Quito        | 2 - 0 | Manta             | Casa Blanca               | 3 de marzo  | 11:30 | Gama TV        |
| El Nacional          | 1 - 2 | Deportivo Quevedo | Olímpico Atahualpa        | 3 de marzo  | 12:00 | Ecuador TV     |
| Emelec               | 0 - 0 | Barcelona         | George Capwell            | 24 de abril | 19:30 | Gama TV        |

| Liga de Loja      | 0 - 0 | Liga de Quito        | Reina del Cisne            | 8 de marzo  | 19:45 | Ecuador TV    |
| Manta             | 4 - 0 | El Nacional          | Jocay                      | 9 de marzo  | 13:30 | TC Televisión |
| Independiente     | 2 - 1 | Deportivo Cuenca     | General Rumiñahui          | 9 de marzo  | 17:00 | Gama TV       |
| Deportivo Quito   | 2 - 2 | Universidad Católica | Olímpico Atahualpa         | 9 de marzo  | 18:00 | Ecuador TV    |
| Deportivo Quevedo | 0 - 1 | Emelec               | 7 de Octubre               | 10 de marzo | 14:30 | Canal Uno     |
| Barcelona         | 1 - 0 | Macará               | Monumental Banco Pichincha | 10 de marzo | 16:30 | TC Televisión |

| Deportivo Cuenca     | 2 - 2 | Deportivo Quito   | Alejandro Serrano Aguilar | 13 de marzo | 19:00 | DirecTV Sports |
| Liga de Quito        | 2 - 1 | Independiente     | Casa Blanca               | 13 de marzo | 19:30 | Gama TV        |
| Emelec               | 1 - 0 | Manta             | George Capwell            | 13 de marzo | 21:00 | Gama TV        |
| El Nacional          | 2 - 1 | Liga de Loja      | Olímpico Atahualpa        | 15 de marzo | 19:00 | Ecuador TV     |
| Macará               | 1 - 0 | Deportivo Quevedo | Bellavista                | 16 de marzo | 16:00 | Canal Uno      |
| Universidad Católica | 0 - 2 | Barcelona         | Olímpico Atahualpa        | 24 de marzo | 12:00 | TC Televisión  |

| Liga de Loja    | 1 - 2 | Emelec               | Reina del Cisne            | 29 de marzo | 19:00 | Ecuador TV    |
| Macará          | 1 - 1 | Universidad Católica | Bellavista                 | 30 de marzo | 15:00 | Canal Uno     |
| Barcelona       | 4 - 0 | Deportivo Cuenca     | Monumental Banco Pichincha | 30 de marzo | 16:30 | TC Televisión |
| Independiente   | 2 - 1 | El Nacional          | General Rumiñahui          | 30 de marzo | 17:00 | Gama TV       |
| Deportivo Quito | 2 - 1 | Liga de Quito        | Olímpico Atahualpa         | 31 de marzo | 12:00 | Ecuador TV    |
| Manta           | 3 - 2 | Deportivo Quevedo    | Jocay                      | 31 de marzo | 13:00 | TC Televisión |

| Deportivo Cuenca  | 2 - 1 | Macará               | Alejandro Serrano Aguilar | 5 de abril | 19:00 | DirecTV Sports |
| Liga de Quito     | 1 - 0 | Barcelona            | Casa Blanca               | 7 de abril | 11:30 | Gama TV        |
| El Nacional       | 1 - 2 | Universidad Católica | Olímpico Atahualpa        | 7 de abril | 12:00 | Ecuador TV     |
| Manta             | 0 - 0 | Deportivo Quito      | Jocay                     | 7 de abril | 13:30 | TC Televisión  |
| Deportivo Quevedo | 2 - 1 | Liga de Loja         | 7 de Octubre              | 7 de abril | 16:00 | Canal Uno      |
| Emelec            | 0 - 2 | Independiente        | George Capwell            | 8 de junio | 17:00 | Gama TV        |

| Liga de Loja         | 2 - 2 | Manta             | Reina del Cisne            | 12 de abril | 19:45 | Ecuador TV     |
| Universidad Católica | 2 - 2 | Deportivo Cuenca  | Olímpico Atahualpa         | 13 de abril | 12:00 | DirecTV Sports |
| Independiente        | 2 - 1 | Deportivo Quevedo | General Rumiñahui          | 13 de abril | 17:00 | Gama TV        |
| Deportivo Quito      | 3 - 0 | Emelec            | Olímpico Atahualpa         | 14 de abril | 12:00 | Ecuador TV     |
| Macará               | 0 - 3 | Liga de Quito     | Bellavista                 | 14 de abril | 12:45 | Canal Uno      |
| Barcelona            | 1 - 0 | El Nacional       | Monumental Banco Pichincha | 14 de abril | 16:30 | TC Televisión  |

| Emelec            | 1 - 0 | Deportivo Quito      | George Capwell            | 19 de abril | 19:00 | Gama TV        |
| Deportivo Cuenca  | 1 - 2 | Universidad Católica | Alejandro Serrano Aguilar | 19 de abril | 20:00 | DirecTV Sports |
| Liga de Quito     | 1 - 0 | Macará               | Casa Blanca               | 21 de abril | 11:30 | Gama TV        |
| El Nacional       | 2 - 1 | Barcelona            | Olímpico Atahualpa        | 21 de abril | 11:30 | Ecuador TV     |
| Manta             | 1 - 1 | Liga de Loja         | Jocay                     | 21 de abril | 13:40 | TC Televisión  |
| Deportivo Quevedo | 1 - 2 | Independiente        | George Capwell            | 21 de abril | 16:00 | Canal Uno      |

| Liga de Loja         | 0 - 2 | Deportivo Quevedo | Reina del Cisne            | 26 de abril | 19:00 | Ecuador TV     |
| Universidad Católica | 2 - 1 | El Nacional       | Olímpico Atahualpa         | 27 de abril | 12:00 | DirecTV Sports |
| Macará               | 1 - 5 | Deportivo Cuenca  | Bellavista                 | 27 de abril | 16:00 | Canal Uno      |
| Independiente        | 1 - 1 | Emelec            | General Rumiñahui          | 28 de abril | 11:30 | Gama TV        |
| Deportivo Quito      | 3 - 0 | Manta             | Olímpico Atahualpa         | 28 de abril | 12:00 | Ecuador TV     |
| Barcelona            | 3 - 0 | Liga de Quito     | Monumental Banco Pichincha | 28 de abril | 16:45 | TC Televisión  |

| Deportivo Cuenca     | 2 - 0 | Barcelona       | Alejandro Serrano Aguilar | 3 de mayo | 19:15 | TC Televisión  |
| Universidad Católica | 2 - 1 | Macará          | Olímpico Atahualpa        | 4 de mayo | 12:00 | DirecTV Sports |
| Liga de Quito        | 1 - 3 | Deportivo Quito | Casa Blanca               | 4 de mayo | 16:00 | Gama TV        |
| Deportivo Quevedo    | 3 - 0 | Manta           | Alberto Spencer           | 4 de mayo | 16:00 | Canal Uno      |
| El Nacional          | 3 - 0 | Independiente   | Olímpico Atahualpa        | 5 de mayo | 11:30 | Ecuador TV     |
| Emelec               | 1 - 0 | Liga de Loja    | George Capwell            | 5 de mayo | 13:00 | Gama TV        |

| Deportivo Quevedo | 2 - 1 | Macará               | Alberto Spencer            | 8 de mayo   | 16:15 | Canal Uno     |
| Deportivo Quito   | 5 - 1 | Deportivo Cuenca     | Olímpico Atahualpa         | 8 de mayo   | 18:15 | Ecuador TV    |
| Barcelona         | 6 - 2 | Universidad Católica | Monumental Banco Pichincha | 8 de mayo   | 19:15 | TC Televisión |
| Independiente     | 1 - 2 | Liga de Quito        | General Rumiñahui          | 8 de mayo   | 19:30 | Gama TV       |
| Liga de Loja      | 1 - 2 | El Nacional          | Reina del Cisne            | 8 de mayo   | 20:15 | Ecuador TV    |
| Manta             | 1 - 2 | Emelec               | Jocay                      | 19 de junio | 19:00 | TC Televisión |

| Universidad Católica | 2 - 2 | Deportivo Quito   | Olímpico Atahualpa        | 11 de mayo | 19:00 | Gama TV        |
| El Nacional          | 2 - 1 | Manta             | Olímpico Atahualpa        | 12 de mayo | 11:30 | Ecuador TV     |
| Deportivo Cuenca     | 2 - 1 | Independiente     | Alejandro Serrano Aguilar | 12 de mayo | 13:30 | DirecTV Sports |
| Macará               | 0 - 0 | Barcelona         | Bellavista                | 12 de mayo | 13:30 | Canal Uno      |
| Liga de Quito        | 1 - 1 | Liga de Loja      | Olímpico Atahualpa        | 12 de mayo | 16:00 | Gama TV        |
| Emelec               | 2 - 1 | Deportivo Quevedo | George Capwell            | 13 de mayo | 19:30 | Gama TV        |

| Liga de Loja      | 1 - 3 | Deportivo Cuenca     | Reina del Cisne            | 17 de mayo | 19:45 | Ecuador TV    |
| Independiente     | 1 - 0 | Universidad Católica | General Rumiñahui          | 18 de mayo | 17:00 | Gama TV       |
| Deportivo Quito   | 0 - 0 | Macará               | Olímpico Atahualpa         | 18 de mayo | 18:00 | Ecuador TV    |
| Manta             | 1 - 1 | Liga de Quito        | Jocay                      | 19 de mayo | 12:00 | TC Televisión |
| Deportivo Quevedo | 1 - 1 | El Nacional          | 7 de Octubre               | 19 de mayo | 14:30 | Canal Uno     |
| Barcelona         | 2 - 0 | Emelec               | Monumental Banco Pichincha | 19 de mayo | 16:45 | TC Televisión |

| Universidad Católica | 2 - 2 | Liga de Loja      | Olímpico Atahualpa         | 23 de mayo | 17:00 | DirecTV Sports |
| Liga de Quito        | 3 - 1 | Deportivo Quevedo | Casa Blanca                | 23 de mayo | 19:15 | Gama TV        |
| Barcelona            | 1 - 0 | Deportivo Quito   | Monumental Banco Pichincha | 23 de mayo | 19:30 | TC Televisión  |
| El Nacional          | 2 - 1 | Emelec            | Olímpico Atahualpa         | 25 de mayo | 11:30 | TC Televisión  |
| Macará               | 1 - 5 | Independiente     | Bellavista                 | 25 de mayo | 16:00 | DirecTV Sports |
| Deportivo Cuenca     | 0 - 2 | Manta             | Alejandro Serrano Aguilar  | 26 de mayo | 12:00 | DirecTV Sports |

| Liga de Loja      | 0 - 0 | Macará               | Reina del Cisne    | 14 de junio | 19:30 | Ecuador TV |
| Manta             | 2 - 2 | Universidad Católica | Jocay              | 15 de junio | 14:00 | Canal Uno  |
| Emelec            | 0 - 1 | Liga de Quito        | George Capwell     | 15 de junio | 17:00 | Gama TV    |
| Independiente     | 1 - 1 | Barcelona            | General Rumiñahui  | 16 de junio | 11:30 | Gama TV    |
| El Nacional       | 1 - 2 | Deportivo Quito      | Olímpico Atahualpa | 16 de junio | 11:30 | Ecuador TV |
| Deportivo Quevedo | 0 - 0 | Deportivo Cuenca     | 7 de Octubre       | 16 de junio | 15:30 | Canal Uno  |

| Deportivo Quito      | 0 - 2 | Independiente     | Olímpico Atahualpa         | 21 de junio | 19:45 | Ecuador TV     |
| Universidad Católica | 2 - 0 | Deportivo Quevedo | Olímpico Atahualpa         | 22 de junio | 11:30 | DirecTV Sports |
| Liga de Quito        | 1 - 0 | El Nacional       | Casa Blanca                | 22 de junio | 18:00 | Gama TV        |
| Deportivo Cuenca     | 0 - 1 | Emelec            | Alejandro Serrano Aguilar  | 23 de junio | 11:30 | Gama TV        |
| Macará               | 1 - 0 | Manta             | Bellavista                 | 23 de junio | 13:00 | Canal Uno      |
| Barcelona            | 3 - 1 | Liga de Loja      | Monumental Banco Pichincha | 23 de junio | 16:45 | TC Televisión  |

| Deportivo Quevedo | 4 - 3 | Deportivo Quito      | 7 de Octubre       | 26 de junio | 16:00 | Canal Uno     |
| Emelec            | 1 - 0 | Universidad Católica | George Capwell     | 26 de junio | 19:00 | Gama TV       |
| Liga de Quito     | 0 - 2 | Deportivo Cuenca     | Casa Blanca        | 26 de junio | 19:15 | Gama TV       |
| El Nacional       | 3 - 1 | Macará               | Olímpico Atahualpa | 26 de junio | 19:30 | Ecuador TV    |
| Liga de Loja      | 2 - 0 | Independiente        | Reina del Cisne    | 26 de junio | 19:30 | Ecuador TV    |
| Manta             | 1 - 2 | Barcelona            | Jocay              | 26 de junio | 19:30 | TC Televisión |

| Deportivo Quito      | 2 - 0 | Liga de Loja      | Olímpico Atahualpa         | 29 de junio | 16:00 | Ecuador TV     |
| Universidad Católica | 1 - 2 | Liga de Quito     | Olímpico Atahualpa         | 30 de junio | 12:00 | DirecTV Sports |
| Macará               | 0 - 0 | Emelec            | Bellavista                 | 30 de junio | 12:00 | Canal Uno      |
| Independiente        | 3 - 0 | Manta             | General Rumiñahui          | 30 de junio | 12:00 | Gama TV        |
| Barcelona            | 2 - 0 | Deportivo Quevedo | Monumental Banco Pichincha | 30 de junio | 16:00 | Canal Uno      |
| Deportivo Cuenca     | 1 - 1 | El Nacional       | Alejandro Serrano Aguilar  | 30 de junio | 18:00 | Ecuador TV     |

## Segunda etapa

### Clasificación
| Pos. | Equipo               | Pts. | PJ | PG | PE | PP | GF | GC | Dif. |
| ---- | -------------------- | ---- | -- | -- | -- | -- | -- | -- | ---- |
| 1.º  | Emelec               | 43   | 22 | 12 | 7  | 3  | 39 | 13 | 26   |
| 2.º  | Universidad Católica | 38   | 22 | 11 | 5  | 6  | 34 | 29 | 5    |
| 3.º  | Independiente        | 34   | 22 | 9  | 7  | 6  | 33 | 23 | 10   |
| 4.º  | El Nacional          | 34   | 22 | 9  | 7  | 6  | 19 | 14 | 5    |
| 5.º  | Deportivo Quito      | 33   | 22 | 9  | 6  | 7  | 21 | 26 | −5   |
| 6.º  | Barcelona            | 30   | 22 | 7  | 9  | 6  | 21 | 24 | −3   |
| 7.º  | Liga de Loja         | 29   | 22 | 7  | 8  | 7  | 28 | 22 | 6    |
| 8.º  | Manta                | 27   | 22 | 7  | 6  | 9  | 21 | 27 | −6   |
| 9.º  | Liga de Quito        | 25   | 22 | 5  | 10 | 7  | 22 | 22 | 0    |
| 10.º | Deportivo Cuenca     | 22   | 22 | 4  | 10 | 8  | 30 | 33 | −3   |
| 11.º | Deportivo Quevedo    | 22   | 22 | 6  | 4  | 12 | 18 | 34 | −16  |
| 12.º | Macará               | 16   | 22 | 3  | 7  | 12 | 16 | 35 | −19  |

|  | Clasificado a la final del torneo, a la Copa Libertadores 2014 y Copa Sudamericana 2014. |

### Evolución de la clasificación
| Equipo / Fecha    | 01 | 02 | 03 | 04 | 05 | 06 | 07 | 08 | 09 | 10 | 11 | 12 | 13 | 14 | 15 | 16 | 17 | 18 | 19 | 20 | 21 | 22 |
| ----------------- | -- | -- | -- | -- | -- | -- | -- | -- | -- | -- | -- | -- | -- | -- | -- | -- | -- | -- | -- | -- | -- | -- |
| Emelec            | 3  | 1  | 1  | 2  | 2  | 2  | 1  | 2  | 1  | 1  | 2  | 2  | 2  | 2  | 1  | 1  | 1  | 1  | 1  | 1  | 1  | 1  |
| U. Católica       | 2  | 2  | 2  | 1  | 1  | 1  | 3  | 1  | 2  | 2  | 1  | 1  | 1  | 1  | 2  | 3  | 3  | 2  | 3  | 3  | 2  | 2  |
| Independiente     | 9  | 5  | 8  | 11 | 6  | 6  | 5  | 4  | 4  | 4  | 4  | 3  | 3  | 3  | 3  | 2  | 2  | 3  | 2  | 2  | 3  | 3  |
| El Nacional       | 5  | 8  | 5  | 4  | 4  | 4  | 6  | 5  | 5  | 5  | 3  | 4  | 4  | 4  | 4  | 4  | 4  | 4  | 6  | 4  | 4  | 4  |
| Deportivo Quito   | 12 | 7  | 4  | 3  | 3  | 3  | 2  | 3  | 3  | 3  | 6  | 6  | 6  | 5  | 5  | 5  | 5  | 5  | 4  | 5  | 5  | 5  |
| Barcelona         | 7  | 10 | 10 | 10 | 10 | 10 | 10 | 9  | 10 | 10 | 10 | 8  | 9  | 10 | 9  | 6  | 6  | 6  | 5  | 6  | 7  | 6  |
| Liga de Loja      | 1  | 3  | 6  | 7  | 9  | 9  | 9  | 10 | 8  | 8  | 8  | 10 | 10 | 8  | 8  | 9  | 7  | 7  | 7  | 7  | 6  | 7  |
| Manta             | 4  | 6  | 3  | 5  | 5  | 5  | 4  | 6  | 6  | 6  | 5  | 5  | 5  | 6  | 6  | 7  | 8  | 9  | 8  | 8  | 8  | 8  |
| Liga de Quito     | 11 | 4  | 7  | 8  | 8  | 8  | 8  | 8  | 9  | 9  | 9  | 9  | 8  | 9  | 10 | 10 | 10 | 8  | 9  | 9  | 9  | 9  |
| Deportivo Cuenca  | 6  | 11 | 11 | 6  | 7  | 7  | 7  | 7  | 7  | 7  | 7  | 7  | 7  | 7  | 7  | 8  | 9  | 10 | 10 | 10 | 11 | 10 |
| Deportivo Quevedo | 10 | 12 | 12 | 12 | 12 | 12 | 12 | 12 | 12 | 12 | 12 | 12 | 12 | 12 | 11 | 11 | 11 | 11 | 11 | 11 | 10 | 11 |
| Macará            | 8  | 9  | 9  | 9  | 11 | 11 | 11 | 11 | 11 | 11 | 11 | 11 | 11 | 11 | 12 | 12 | 12 | 12 | 12 | 12 | 12 | 12 |

### Resultados
| Liga de Loja      | 4 - 0 | Deportivo Quito      | Reina del Cisne            | 5 de julio | 19:45 | Ecuador TV    |
| El Nacional       | 2 - 2 | Deportivo Cuenca     | Olímpico Atahualpa         | 7 de julio | 11:00 | Ecuador TV    |
| Liga de Quito     | 0 - 3 | Universidad Católica | Casa Blanca                | 7 de julio | 11.30 | Gama TV       |
| Manta             | 2 - 1 | Independiente        | Jocay                      | 7 de julio | 13:30 | TC Televisión |
| Deportivo Quevedo | 1 - 3 | Emelec               | 7 de Octubre               | 7 de julio | 15:30 | Canal Uno     |
| Barcelona         | 0 - 0 | Macará               | Monumental Banco Pichincha | 7 de julio | 16:45 | TC Televisión |

| Deportivo Quito      | 2 - 1 | Deportivo Quevedo | Olímpico Atahualpa        | 12 de julio | 12:00 | Ecuador TV     |
| Emelec               | 4 - 1 | Manta             | George Capwell            | 12 de julio | 19:00 | Gama TV        |
| Macará               | 1 - 1 | El Nacional       | Bellavista                | 12 de julio | 19:30 | DirecTV Sports |
| Deportivo Cuenca     | 0 - 3 | Liga de Quito     | Alejandro Serrano Aguilar | 12 de julio | 20:00 | Ecuador TV     |
| Universidad Católica | 3 - 1 | Barcelona         | Olímpico Atahualpa        | 13 de julio | 12:00 | TC Televisión  |
| Independiente        | 1 - 0 | Liga de Loja      | General Rumiñahui         | 13 de julio | 18:00 | Gama TV        |

| Manta             | 1 - 0 | Macará               | Jocay                      | 17 de julio | 15:00 | DirecTV Sports |
| Deportivo Quevedo | 0 - 2 | Universidad Católica | 7 de Octubre               | 17 de julio | 16:00 | Canal Uno      |
| Independiente     | 0 - 1 | Deportivo Quito      | General Rumiñahui          | 17 de julio | 19:00 | DirecTV Sports |
| El Nacional       | 1 - 0 | Liga de Quito        | Olímpico Atahualpa         | 17 de julio | 19:30 | Ecuador TV     |
| Barcelona         | 3 - 3 | Deportivo Cuenca     | Monumental Banco Pichincha | 17 de julio | 19:30 | TC Televisión  |
| Liga de Loja      | 0 - 2 | Emelec               | Reina del Cisne            | 17 de julio | 19:30 | Ecuador TV     |

| Universidad Católica | 3 - 0 | Manta             | Olímpico Atahualpa        | 21 de julio | 11:00 | DirecTV Sports |
| Liga de Quito        | 2 - 2 | Barcelona         | Casa Blanca               | 21 de julio | 11:30 | Gama TV        |
| Deportivo Quito      | 0 - 0 | El Nacional       | Olímpico Atahualpa        | 21 de julio | 13:15 | Ecuador TV     |
| Macará               | 1 - 1 | Liga de Loja      | Bellavista                | 21 de julio | 13:30 | Canal Uno      |
| Emelec               | 1 - 0 | Independiente     | George Capwell            | 21 de julio | 16:30 | Gama TV        |
| Deportivo Cuenca     | 3 - 0 | Deportivo Quevedo | Alejandro Serrano Aguilar | 21 de julio | 18:00 | DirecTV Sports |

| Liga de Loja      | 0 - 1 | Universidad Católica | Reina del Cisne            | 26 de julio | 19:45 | Ecuador TV    |
| Deportivo Quevedo | 0 - 0 | Liga de Quito        | 7 de Octubre               | 26 de julio | 19:45 | Ecuador TV    |
| Deportivo Quito   | 2 - 0 | Emelec               | Olímpico Atahualpa         | 27 de julio | 12:00 | TC Televisión |
| Independiente     | 3 - 0 | Macará               | General Rumiñahui          | 27 de julio | 17:00 | Gama TV       |
| Manta             | 1 - 1 | Deportivo Cuenca     | Jocay                      | 28 de julio | 13:45 | TC Televisión |
| Barcelona         | 0 - 1 | El Nacional          | Monumental Banco Pichincha | 28 de julio | 16:45 | TC Televisión |

| Deportivo Cuenca     | 1 - 0 | Liga de Loja      | Alejandro Serrano Aguilar  | 2 de agosto | 20:00 | DirecTV Sports |
| El Nacional          | 2 - 0 | Deportivo Quevedo | Olímpico Atahualpa         | 3 de agosto | 16:00 | Ecuador TV     |
| Macará               | 0 - 1 | Deportivo Quito   | Bellavista                 | 3 de agosto | 19:00 | Canal Uno      |
| Liga de Quito        | 0 - 1 | Manta             | Casa Blanca                | 4 de agosto | 11:30 | Gama TV        |
| Universidad Católica | 2 - 3 | Independiente     | Olímpico Atahualpa         | 4 de agosto | 12:00 | DirecTV Sports |
| Barcelona            | 0 - 2 | Emelec            | Monumental Banco Pichincha | 4 de agosto | 16:45 | TC Televisión  |

| Manta             | 1 - 0 | El Nacional          | Jocay              | 10 de agosto | 15:00 | TC Televisión  |
| Deportivo Quito   | 2 - 0 | Universidad Católica | Olímpico Atahualpa | 10 de agosto | 15:00 | Ecuador TV     |
| Liga de Loja      | 1 - 1 | Liga de Quito        | Reina del Cisne    | 11 de agosto | 15:00 | Ecuador TV     |
| Emelec            | 2 - 1 | Macará               | George Capwell     | 11 de agosto | 16:15 | Gama TV        |
| Deportivo Quevedo | 0 - 0 | Barcelona            | 7 de Octubre       | 11 de agosto | 17:00 | Canal Uno      |
| Independiente     | 2 - 1 | Deportivo Cuenca     | General Rumiñahui  | 12 de agosto | 19:30 | DirecTV Sports |

| Universidad Católica | 2 - 1 | Emelec            | Olímpico Atahualpa         | 16 de agosto | 12:00 | TC Televisión  |
| Deportivo Cuenca     | 6 - 1 | Deportivo Quito   | Alejandro Serrano Aguilar  | 16 de agosto | 20:00 | DirecTV Sports |
| Macará               | 2 - 0 | Deportivo Quevedo | Bellavista                 | 17 de agosto | 12:00 | Canal Uno      |
| Liga de Quito        | 2 - 2 | Independiente     | Casa Blanca                | 17 de agosto | 18:00 | Gama TV        |
| El Nacional          | 1 - 1 | Liga de Loja      | Olímpico Atahualpa         | 18 de agosto | 11:30 | Ecuador TV     |
| Barcelona            | 2 - 1 | Manta             | Monumental Banco Pichincha | 18 de agosto | 16:45 | TC Televisión  |

| Manta           | 1 - 1 | Deportivo Quevedo    | Jocay              | 23 de agosto | 16:00 | DirecTV Sports |
| Macará          | 0 - 1 | Universidad Católica | Bellavista         | 23 de agosto | 19:30 | DirecTV Sports |
| Deportivo Quito | 0 - 0 | Liga de Quito        | Olímpico Atahualpa | 24 de agosto | 16:00 | Ecuador TV     |
| Emelec          | 2 - 0 | Deportivo Cuenca     | George Capwell     | 24 de agosto | 16:30 | Gama TV        |
| Liga de Loja    | 3 - 1 | Barcelona            | Reina del Cisne    | 25 de agosto | 15:00 | Ecuador TV     |
| Independiente   | 0 - 0 | El Nacional          | General Rumiñahui  | 25 de agosto | 15:00 | Gama TV        |

| El Nacional       | 2 - 1 | Universidad Católica | Olímpico Atahualpa         | 28 de agosto     | 12:00 | Ecuador TV     |
| Manta             | 3 - 0 | Deportivo Quito      | Jocay                      | 28 de agosto     | 13:00 | Canal Uno      |
| Deportivo Cuenca  | 2 - 0 | Macará               | Alejandro Serrano Aguilar  | 28 de agosto     | 20:00 | DirecTV Sports |
| Liga de Quito     | 1 - 1 | Emelec               | Casa Blanca                | 18 de septiembre | 12:00 | Gama TV        |
| Barcelona         | 1 - 1 | Independiente        | Monumental Banco Pichincha | 18 de septiembre | 19:30 | TC Televisión  |
| Deportivo Quevedo | 1 - 1 | Liga de Loja         | 7 de Octubre               | 9 de octubre     | 16:15 | DirecTV Sports |

| Independiente        | 3 - 1 | Deportivo Quevedo | General Rumiñahui  | 13 de septiembre | 19:00 | Gama TV        |
| Emelec               | 0 - 2 | El Nacional       | Banco del Pacífico | 13 de septiembre | 19:00 | Gama TV        |
| Universidad Católica | 3 - 1 | Deportivo Cuenca  | Olímpico Atahualpa | 14 de septiembre | 12:00 | DirecTV Sports |
| Liga de Loja         | 3 - 0 | Manta             | Reina del Cisne    | 14 de septiembre | 15:00 | Ecuador TV     |
| Deportivo Quito      | 1 - 2 | Barcelona         | Olímpico Atahualpa | 15 de septiembre | 11:30 | Ecuador TV     |
| Macará               | 1 - 3 | Liga de Quito     | Bellavista         | 15 de septiembre | 12:45 | Canal Uno      |

| Deportivo Cuenca  | 2 - 2 | Universidad Católica | Alejandro Serrano Aguilar  | 20 de septiembre | 20:00 | DirecTV Sports |
| El Nacional       | 0 - 2 | Emelec               | Olímpico Atahualpa         | 22 de septiembre | 11:30 | Ecuador TV     |
| Liga de Quito     | 1 - 1 | Macará               | Casa Blanca                | 22 de septiembre | 12:00 | Gama TV        |
| Manta             | 2 - 1 | Liga de Loja         | Jocay                      | 22 de septiembre | 14:00 | TC Televisión  |
| Deportivo Quevedo | 0 - 3 | Independiente        | 7 de Octubre               | 22 de septiembre | 16:00 | Canal Uno      |
| Barcelona         | 2 - 1 | Deportivo Quito      | Monumental Banco Pichincha | 22 de septiembre | 16:45 | TC Televisión  |

| Universidad Católica | 1 - 0 | El Nacional       | Olímpico Atahualpa | 28 de septiembre | 12:00 | DirecTV Sports |
| Independiente        | 3 - 0 | Barcelona         | General Rumiñahui  | 28 de septiembre | 13:30 | Gama TV        |
| Emelec               | 0 - 0 | Liga de Quito     | Banco del Pacífico | 28 de septiembre | 16:00 | Gama TV        |
| Macará               | 1 - 1 | Deportivo Cuenca  | Bellavista         | 28 de septiembre | 18:00 | Canal Uno      |
| Deportivo Quito      | 1 - 0 | Manta             | Olímpico Atahualpa | 29 de septiembre | 12:00 | Ecuador TV     |
| Liga de Loja         | 1 - 0 | Deportivo Quevedo | Reina del Cisne    | 16 de octubre    | 15:30 | Ecuador TV     |

| El Nacional          | 1 - 0 | Independiente   | Olímpico Atahualpa         | 2 de octubre | 11:30 | Ecuador TV     |
| Liga de Quito        | 1 - 1 | Deportivo Quito | Casa Blanca                | 2 de octubre | 19:30 | Gama TV        |
| Barcelona            | 0 - 0 | Liga de Loja    | Monumental Banco Pichincha | 2 de octubre | 19:30 | TC Televisión  |
| Deportivo Cuenca     | 0 - 0 | Emelec          | Alejandro Serrano Aguilar  | 2 de octubre | 19:30 | DirecTV Sports |
| Universidad Católica | 1 - 1 | Macará          | Olímpico Atahualpa         | 3 de octubre | 12:00 | DirecTV Sports |
| Deportivo Quevedo    | 1 - 0 | Manta           | 7 de Octubre               | 5 de octubre | 16:00 | Canal Uno      |

| Manta             | 0 - 1 | Barcelona            | Jocay              | 19 de octubre | 16:00 | TC Televisión |
| Independiente     | 1 - 0 | Liga de Quito        | General Rumiñahui  | 20 de octubre | 11:30 | Gama TV       |
| Deportivo Quito   | 1 - 1 | Deportivo Cuenca     | Olímpico Atahualpa | 20 de octubre | 11:30 | Ecuador TV    |
| Liga de Loja      | 1 - 1 | El Nacional          | Reina del Cisne    | 20 de octubre | 14:30 | Ecuador TV    |
| Deportivo Quevedo | 1 - 0 | Macará               | 7 de Octubre       | 20 de octubre | 16:00 | Canal Uno     |
| Emelec            | 7 - 0 | Universidad Católica | Banco del Pacífico | 20 de octubre | 16:30 | Gama TV       |

| Deportivo Cuenca     | 1 - 3 | Independiente     | Alejandro Serrano Aguilar  | 25 de octubre | 20:00 | DirecTV Sports |
| Universidad Católica | 0 - 0 | Deportivo Quito   | Olímpico Atahualpa         | 26 de octubre | 12:00 | DirecTV Sports |
| Liga de Quito        | 2 - 1 | Liga de Loja      | Casa Blanca                | 27 de octubre | 11:30 | Gama TV        |
| El Nacional          | 2 - 1 | Manta             | Olímpico Atahualpa         | 27 de octubre | 11:30 | Ecuador TV     |
| Macará               | 0 - 4 | Emelec            | Bellavista                 | 27 de octubre | 13:30 | Canal Uno      |
| Barcelona            | 2 - 0 | Deportivo Quevedo | Monumental Banco Pichincha | 27 de octubre | 16:45 | TC Televisión  |

| Manta             | 1 - 1 | Liga de Quito        | Jocay              | 2 de noviembre | 14:00 | TC Televisión |
| Deportivo Quevedo | 1 - 0 | El Nacional          | 7 de Octubre       | 2 de noviembre | 16:00 | Canal Uno     |
| Independiente     | 2 - 2 | Universidad Católica | General Rumiñahui  | 2 de noviembre | 17:00 | Gama TV       |
| Deportivo Quito   | 3 - 0 | Macará               | Olímpico Atahualpa | 3 de noviembre | 14:00 | Ecuador TV    |
| Liga de Loja      | 2 - 1 | Deportivo Cuenca     | Reina del Cisne    | 3 de noviembre | 14:30 | Ecuador TV    |
| Emelec            | 0 - 0 | Barcelona            | Banco del Pacífico | 3 de noviembre | 16:30 | Gama TV       |

| Universidad Católica | 2 - 2 | Liga de Loja      | Olímpico Atahualpa        | 9 de noviembre  | 12:00 | TC Televisión  |
| Liga de Quito        | 3 - 1 | Deportivo Quevedo | Casa Blanca               | 10 de noviembre | 11:30 | Gama TV        |
| El Nacional          | 0 - 1 | Barcelona         | Olímpico Atahualpa        | 10 de noviembre | 11:30 | Ecuador TV     |
| Deportivo Cuenca     | 1 - 1 | Manta             | Alejandro Serrano Aguilar | 10 de noviembre | 13:30 | DirecTV Sports |
| Macará               | 2 - 0 | Independiente     | Bellavista                | 10 de noviembre | 13:30 | Canal Uno      |
| Emelec               | 3 - 0 | Deportivo Quito   | Banco del Pacífico        | 10 de noviembre | 16:30 | Gama TV        |

| Manta             | 2 - 1 | Universidad Católica | Jocay                      | 22 de noviembre | 16:00 | Ecuador TV    |
| El Nacional       | 0 - 1 | Deportivo Quito      | Olímpico Atahualpa         | 23 de noviembre | 12:00 | TC Televisión |
| Liga de Loja      | 4 - 1 | Macará               | Reina del Cisne            | 23 de noviembre | 15:00 | Ecuador TV    |
| Deportivo Quevedo | 3 - 1 | Deportivo Cuenca     | 7 de Octubre               | 23 de noviembre | 16:00 | Canal Uno     |
| Independiente     | 2 - 2 | Emelec               | General Rumiñahui          | 24 de noviembre | 11:30 | Gama TV       |
| Barcelona         | 1 - 0 | Liga de Quito        | Monumental Banco Pichincha | 24 de noviembre | 16:45 | TC Televisión |

| Universidad Católica | 2 - 3 | Deportivo Quevedo | Olímpico Atahualpa        | 27 de noviembre | 11:30 | DirecTV Sports |
| Macará               | 2 - 1 | Manta             | Bellavista                | 27 de noviembre | 12:30 | Canal Uno      |
| Deportivo Quito      | 1 - 1 | Independiente     | Olímpico Atahualpa        | 27 de noviembre | 14:00 | Ecuador TV     |
| Emelec               | 0 - 0 | Liga de Loja      | Banco del Pacífico        | 27 de noviembre | 19:30 | Gama TV        |
| Liga de Quito        | 0 - 1 | El Nacional       | Casa Blanca               | 27 de noviembre | 19:30 | Gama TV        |
| Deportivo Cuenca     | 0 - 0 | Barcelona         | Alejandro Serrano Aguilar | 27 de noviembre | 20:00 | TC Televisión  |

| Liga de Quito     | 2 - 1 | Deportivo Cuenca     | Casa Blanca                | 1 de diciembre | 11:30 | Gama TV       |
| El Nacional       | 2 - 0 | Macará               | Olímpico Atahualpa         | 1 de diciembre | 11:30 | Ecuador TV    |
| Manta             | 0 - 0 | Emelec (C)           | Reales Tamarindos          | 1 de diciembre | 13:30 | TC Televisión |
| Liga de Loja      | 2 - 1 | Independiente        | Reina del Cisne            | 1 de diciembre | 14:45 | Ecuador TV    |
| Deportivo Quevedo | 2 - 0 | Deportivo Quito      | 7 de Octubre               | 1 de diciembre | 16:00 | Canal Uno     |
| Barcelona         | 0 - 1 | Universidad Católica | Monumental Banco Pichincha | 1 de diciembre | 16:45 | TC Televisión |

| Independiente        | 1 - 1 | Manta             | General Rumiñahui         | 7 de diciembre | 17:00 | Gama TV        |
| Universidad Católica | 1 - 0 | Liga de Quito     | Olímpico Atahualpa        | 8 de diciembre | 15:00 | TC Televisión  |
| Macará               | 2 - 2 | Barcelona         | Bellavista                | 8 de diciembre | 15:00 | Canal Uno      |
| Emelec               | 3 - 1 | Deportivo Quevedo | Banco del Pacífico        | 8 de diciembre | 15:00 | Gama TV        |
| Deportivo Cuenca     | 0 - 0 | El Nacional       | Alejandro Serrano Aguilar | 8 de diciembre | 15:00 | DirecTV Sports |
| Deportivo Quito      | 2 - 0 | Liga de Loja      | General Rumiñahui         | 8 de diciembre | 15:00 | Ecuador TV     |

## Tercera etapa
| Finalistas        | Vía de clasificación        |
| ----------------- | --------------------------- |
| Club Sport Emelec | Ganador de la primera etapa |
| Club Sport Emelec | Ganador de la segunda etapa |

|                                       |
|                                       |
| Campeón Club Sport Emelec 11.º título |

## Tabla acumulada
| Pos. | Equipo               | Pts. | PJ | PG | PE | PP | GF | GC | Dif. |
| ---- | -------------------- | ---- | -- | -- | -- | -- | -- | -- | ---- |
| 1.º  | Emelec (C)           | 88   | 44 | 26 | 10 | 8  | 67 | 30 | 37   |
| 2.º  | Independiente        | 73   | 44 | 21 | 10 | 13 | 70 | 48 | 22   |
| 3.º  | Deportivo Quito      | 71   | 44 | 19 | 14 | 11 | 62 | 50 | 12   |
| 4.º  | Universidad Católica | 71   | 44 | 20 | 11 | 13 | 68 | 64 | 4    |
| 5.º  | Barcelona            | 68   | 44 | 18 | 14 | 12 | 54 | 43 | 11   |
| 6.º  | Liga de Quito        | 66   | 44 | 17 | 15 | 12 | 48 | 41 | 7    |
| 7.º  | El Nacional          | 60   | 44 | 17 | 9  | 18 | 48 | 47 | 1    |
| 8.º  | Manta                | 49   | 44 | 12 | 13 | 19 | 47 | 60 | −13  |
| 9.º  | Deportivo Cuenca     | 47   | 44 | 10 | 17 | 17 | 58 | 68 | −10  |
| 10.º | Liga de Loja         | 46   | 44 | 10 | 16 | 18 | 49 | 55 | −6   |
| 11.º | Deportivo Quevedo    | 45   | 44 | 12 | 9  | 23 | 44 | 68 | −24  |
| 12.º | Macará               | 32   | 44 | 6  | 14 | 24 | 30 | 71 | −41  |

|  | Clasificados a la Copa Libertadores 2014 y Copa Sudamericana 2014. |
|  | Clasificado a la Copa Libertadores 2014.                           |
|  | Clasificados a la Copa Sudamericana 2014.                          |
|  | Descendidos a la Serie B 2014.                                     |

### Evolución de la clasificación
| Equipo / Fecha    | 23 | 24 | 25 | 26 | 27 | 28 | 29 | 30 | 31 | 32 | 33 | 34 | 35 | 36 | 37 | 38 | 39 | 40 | 41 | 42 | 43 | 44 |
| ----------------- | -- | -- | -- | -- | -- | -- | -- | -- | -- | -- | -- | -- | -- | -- | -- | -- | -- | -- | -- | -- | -- | -- |
| Emelec            | 1  | 1  | 1  | 1  | 1  | 1  | 1  | 1  | 1  | 1  | 1  | 1  | 1  | 1  | 1  | 1  | 1  | 1  | 1  | 1  | 1  | 1  |
| Independiente     | 3  | 3  | 4  | 5  | 5  | 3  | 3  | 3  | 4  | 3  | 2  | 2  | 2  | 2  | 2  | 2  | 2  | 2  | 2  | 2  | 2  | 2  |
| Deportivo Quito   | 5  | 4  | 2  | 3  | 2  | 2  | 2  | 2  | 2  | 2  | 4  | 4  | 4  | 4  | 4  | 4  | 3  | 4  | 3  | 3  | 3  | 3  |
| U. Católica       | 6  | 5  | 5  | 4  | 3  | 4  | 4  | 4  | 3  | 4  | 3  | 3  | 3  | 3  | 3  | 3  | 4  | 3  | 4  | 5  | 4  | 4  |
| Barcelona         | 4  | 6  | 6  | 6  | 6  | 6  | 6  | 6  | 6  | 6  | 6  | 6  | 6  | 6  | 5  | 5  | 5  | 5  | 5  | 4  | 5  | 5  |
| Liga de Quito     | 2  | 2  | 3  | 2  | 4  | 5  | 5  | 5  | 5  | 5  | 5  | 5  | 5  | 5  | 6  | 6  | 6  | 6  | 6  | 6  | 6  | 6  |
| El Nacional       | 7  | 7  | 7  | 7  | 7  | 7  | 7  | 7  | 7  | 7  | 7  | 7  | 7  | 7  | 7  | 7  | 7  | 7  | 7  | 7  | 7  | 7  |
| Manta             | 9  | 9  | 8  | 9  | 9  | 9  | 8  | 9  | 9  | 9  | 9  | 8  | 9  | 9  | 9  | 9  | 9  | 9  | 8  | 8  | 8  | 8  |
| Deportivo Cuenca  | 8  | 8  | 9  | 8  | 8  | 8  | 9  | 8  | 8  | 8  | 8  | 9  | 8  | 8  | 8  | 8  | 8  | 8  | 9  | 9  | 9  | 9  |
| Liga de Loja      | 11 | 11 | 11 | 11 | 11 | 11 | 11 | 11 | 10 | 10 | 10 | 10 | 10 | 10 | 10 | 10 | 10 | 10 | 10 | 10 | 10 | 10 |
| Deportivo Quevedo | 10 | 10 | 10 | 10 | 10 | 10 | 10 | 10 | 11 | 11 | 11 | 11 | 11 | 11 | 11 | 11 | 11 | 11 | 11 | 11 | 11 | 11 |
| Macará            | 12 | 12 | 12 | 12 | 12 | 12 | 12 | 12 | 12 | 12 | 12 | 12 | 12 | 12 | 12 | 12 | 12 | 12 | 12 | 12 | 12 | 12 |

## Goleadores
| Jugador              | Club                 | Goles |
| -------------------- | -------------------- | ----- |
| Federico Nieto       | Deportivo Quito      | 29    |
| Federico Laurito     | Universidad Católica | 25    |
| Andrés Ríos          | Deportivo Cuenca     | 22    |
| Junior Sornoza       | Independiente        | 19    |
| Christian Márquez    | Manta                | 15    |
| Alex Colón           | Deportivo Quito      | 12    |
| Daniel Angulo        | Independiente        | 12    |
| Luis Miguel Escalada | Manta                | 12    |
| Marlon De Jesús      | Emelec               | 11    |
| Denis Stracqualursi  | Emelec               | 10    |